# Tmesisternus speciosus
Tmesisternus speciosus är en skalbaggsart. Tmesisternus speciosus ingår i släktet Tmesisternus och familjen långhorningar.

## Underarter
Arten delas in i följande underarter:
- T. s. speciosus
- T. s. jobiensis